# Culicoides juddi
Culicoides juddi är en tvåvingeart som beskrevs av Cochrane 1973. Culicoides juddi ingår i släktet Culicoides och familjen svidknott. Inga underarter finns listade i Catalogue of Life.